# Vaudéville
Vaudéville ist eine französische Gemeinde mit 195 Einwohnern (Stand 1. Januar 2022) im Département Vosges in der Region Grand Est (bis 2015 Lothringen). Sie gehört zum Arrondissement Épinal, zum Kanton Épinal-2 und zum Gemeindeverband Agglomération d’Épinal.

## Geografie
Die Gemeinde Vaudéville liegt etwa fünf Kilometer nordöstlich von Épinal. Nachbargemeinden sind:
- Sercœur im Norden,
- Aydoilles im Osten sowie
- Longchamp im Süden und Westen.

## Geschichte
Die Gemeinde war 1374 als Waudeville bekannt. Weitere Namen waren Waudenville (1434) und Vaudainville (1594).
| Jahr      | 1962 | 1968 | 1975 | 1982 | 1990 | 1999 | 2006 | 2017 |
| Einwohner | 76   | 64   | 62   | 100  | 132  | 147  | 177  | 162  |

## Sehenswürdigkeiten
- Kirche Saint-Quirin von 1725
- Château de Crèvecœur (Schloss) aus dem 16. Jahrhundert, in Privatbesitz